# Colmenar del Arroyo
Colmenar del Arroyo és un municipi de la Comunitat de Madrid. Limita al nord amb Fresnedillas de la Oliva i Robledo de Chavela, a l'est amb Navalagamella, al sud amb Chapinería i Villamantilla, i a l'oest amb Navas del Rey i Chapinería.

## Demografia
| 1991  | 1996  | 2001 | 2004 |
| ----- | ----- | ---- | ---- |
| 14124 | 12846 | 9568 | 2338 |